# الوكالة الوطنية للبحوث والتطوير الفضائي (نيجيريا)
الوكالة الوطنية للبحوث والتطوير الفضائي (NASRDA) هي وكالة فضاء نيجيرية مركزها في مدينة أبوجا.

## تاريخ
تأسست الوكالة في 1 أغسطس 2001 بعد فترة الإعداد منذ عام 1998 من قبل الرئيس النيجيري أولوسيجون أوباسانجو والحكومة النيجيرية بهدف رئيسي هو وضع «سياسة أساسية لتطوير علوم وتكنولوجيا الفضاء» بميزانية أولية قدرها 93 مليون دولار.
في مايو 2006، تم اعتماد برنامج الفضاء الوطني الموسع الجديد.
تم بناء مركز حديث للتحكم والإدارة للأقمار الصناعية التابعة للوكالة في العاصمة أبوجا.
تتعاون نيجيريا مع بريطانيا والصين وأوكرانيا وروسيا في استكشاف الفضاء الخارجي. تم تدريب 55 مهندسًا نيجيريًا في الصين.